# David Malo Azagra
David Malo Azagra (Marcilla, España, 21 de agosto de 1980) es un exfutbolista español. Jugaba como defensa.

## Trayectoria
La trayectoria de David Malo como futbolista comenzó en las categorías inferiores del Atlético Osasuna, de donde pasó a la Peña Sport de Tafalla. Desde allí se fue al Eibar B y después al Real Unión de Irún, desde donde regresó a la Peña Sport en la temporada 2004-05. Posteriormente pasó un año en el Alfaro y otro en el Sant Andreu antes de recalar en el Alicante en la temporada 2007-08.
Ese año, David Malo logró el ascenso con el equipo celeste precisamente ante la Ponferradina, después de ganar por 2-0 en el Rico Pérez y perder por la mínima en El Toralín. La temporada 2006-2008 jugó con el Alicante en la división de plata.
Firma en 2009 con la Ponferradina  y al final de temporada Malo le devolvió a la Deportiva el ascenso que le «quitó» dos temporadas antes, al igual que el nuevo entrenador blanquiazul, José Carlos Granero. En 2012 fichó por el Palamós CF, club donde se retiró dos años más tarde.<ref>transfermarkt.es

## Clubes
| Club                            | País   | Año       |
| ------------------------------- | ------ | --------- |
| Peña Sport Fútbol Club          | España |           |
| Sociedad Deportiva Eibar B      | España |           |
| Real Unión Club                 | España |           |
| Peña Sport Fútbol Club          | España | 2004-2005 |
| Club Deportivo Alfaro           | España | 2005-2006 |
| Unió Esportiva Sant Andreu      | España | 2006-2007 |
| Alicante Club de Fútbol         | España | 2007-2009 |
| Sociedad Deportiva Ponferradina | España | 2009-2012 |
| Palamós CF                      | España | 2012-2014 |